# 1621

## Събития
- Кралят на Швеция Густав II Адолф основава град Гьотеборг.

## Родени
- 27 януари – Томас Уилис, английски лекар, допринесъл много в областта на анатомията, по-специално за познаването на мозъка и нервната система († 1675 г.)
- 31 март – Андрю Марвъл, английски поет († 1678 г.)
- 1 април – Гуру Тег Бахадур, 9-и Гуру на сикхите († 1675 г.)
- 6 юли – Жан дьо Лафонтен, френски писател († 1695 г.)
- 22 юли – Антъни Ашли-Купър, 1-ви граф на Шафтсбъри, британски политик († 1683 г.)
- 19 август – Гербранд ван ден Екхоут, холандски художник, един от най-добрите ученици на Рембранд († 1674 г.)
- 8 септември – Луи II дьо Бурбон, принц дьо Конде, френски маршал († 1686 г.)
- 23 декември – Едмънд Бери Годфри, английски магистрат († 1678 г.)
- 23 декември – Хинидж Финч, 1-ви граф на Нотингам, английски лорд-канцлер († 1682 г.)

## Починали
- 28 януари – Павел V, римски папа
- 15 февруари – Михаел Преториус, немски композитор (р. 1571 г.)
- 28 февруари – Козимо II Медичи, Гранд дук на Тоскана (р. 1590 г.)
- 31 март – Филип III, крал на Испания (р. 1578 г.)
- 1 април – Кристофано Алори, италиански живописец (р. 1577 г.)
- 15 април – Джон Карвър, 1-ви губернатор на английската колония в Плимут, Северна Америка
- 15 май – Хендрик де Кайзер, холандски архитект и скулптор (р. 1565 г.)
- 21 юни – Кристоф Харант (Kryštof Harant z Polžic a Bezdružic), чешки композитор, войник и писател (екзекутиран) (р. 1564 г.)
- 21 юни – Луи III, кардинал дьо Гиз
- 2 юли – Томас Хариот, английски астроном и математик (р. 1560 г.)
- 10 юли – Карел Бонавентура Бюкуа, френски войник (р. 1571 г.)
- 13 юли – Ерцхерцог Алберт, Ерцхерцог на Австрия, губернатор на земите на територията на днешна Холандия (р. 1559 г.)
- 31 август – Гийом дю Вер, френски писател (р. 1556 г.)
- 15 август – Джон Баркли, шотландски писател (р. 1582 г.)
- 17 септември – Роберто Белармино, италиански духовник
- 24 септември – Ян Карол Ходкевич, полски военен и политически деятел (р. 1560 г.)
- 25 септември – Мери Сидни, английска писателка и преводач (р. 1561 г.)
- 8 октомври – Антоан Монткрестиен, френски драматург и икономист (р. 1575 г.)
- 16 октомври – Ян Питерсзоон Свеелинк, холандски композитор и органист
- 26 ноември – Ралф Агас, английски изследовател (р. 1540 г.)
- 13 декември – Кралица Катарина Стенбок, жена на крал Густав I Васа (р. 1535 г.)